# Patrice Lumumba (Luanda)
Pour la province, voir Luanda (province).
Patrice Lumumba est un quartier angolais situé dans la province de Luanda, appartenant au district d'Ingombota, dans la municipalité de Luanda.